# Driving Rain
Driving Rain è il 17º album in studio di Paul McCartney, pubblicato nel 2001. 

## Storia
Paul McCartney, tre anni dopo la morte della moglie Linda, pare vivere un periodo di ritrovata felicità. Driving Rain presenta molti brani ispirati a Heather. Chiaramente creato sull'esempio allegro del precedente Run Devil Run (fatta eccezione per 2 brani) è stato preparato con David Kahne, che svolse il ruolo di co-produttore in due settimane, iniziando nel febbraio del 2001 con un gruppo di musicisti che avrebbero poi seguito McCartney in tour.
L'11 settembre 2001, McCartney era seduto su un aereo a New York City, quando iniziarono gli attentati, e poté osservare gli eventi dal suo posto. Fortemente colpito dalla tragedia e determinato a reagire, compose Freedom (la quale semplicità richiama la canzone di John Lennon Give Peace a Chance) e aiutò a organizzare il Concerto per New York City, uno show con grandi artisti di fama internazionale, tenutosi al Madison Square Garden il 20 ottobre, dove Freedom venne eseguita davanti a un pubblico molto partecipe. Impulsivamente, McCartney fece fermare la stampa di Driving Rain in modo che Freedom potesse apparire nel disco almeno come traccia nascosta (dato che il booklet era già stato stampato). La canzone appena pubblicata From a Lover to a Friend (che raggiunse solo la 45ª posizione nel Regno Unito), venne inserita in un singolo abbinata con Freedom, ma esso non riuscì a finire in classifica.
Nel maggio 2007, McCartney decise di non eseguire più dal vivo Freedom poiché era stata definita da qualcuno come estremista. Riguardo alla canzone, McCartney disse: «Credevo esprimesse un bel sentimento, e, subito dopo l'11 settembre, il giusto sentimento. Ma è stato frainteso. Le hanno attaccato l'etichetta di militarista, e avete sentito George Bush usare questa espressione; in questo modo ho sentito alterato il significato intrinseco della canzone».
Nel novembre del 2001 Driving Rain stupì a causa delle sue basse vendite, considerando che l'album precedente di McCartney, Flaming Pie, era arrivato secondo in classifica sia nel Regno Unito che negli USA. Probabilmente, il flop commerciale, fu dovuto alla mancanza di singoli in supporto al disco, Driving Rain si accontentò di un misero 46º posto in classifica nel Regno Unito, e divenne l'album meno venduto di McCartney in patria. Negli Stati Uniti, la reazione fu leggermente migliore, e l'album arrivò alla posizione numero 26 in classifica, diventando disco d'oro. Il riscontro maggiore lo ebbe tuttavia in Italia, dove arrivò fino al 17º posto in classifica.
Cominciato nell'aprile del 2002, il "Driving USA Tour" riscosse invece un grande successo di pubblico e critica.

## Registrazione
Driving rain fu registrato a spron battuto nel corso di due sole settimane (16 febbraio-2 marzo 2001) agli Henson Studios di Los Angeles. Venne terminato nel mese di giugno con l'incisione di Your Loving Flame. Tra i brani rimasti inediti, Washington, "un pezzo in stile blue-grass".

## Tracce
1. Lonely Road – 3:16 (Paul McCartney)
2. From a Lover to a Friend – 3:48 (Paul McCartney)
3. She's Given Up Talking – 4:57 (Paul McCartney)
4. Driving Rain – 3:26 (Paul McCartney)
5. I Do – 2:56 (Paul McCartney)
6. Tiny Bubble – 4:21 (Paul McCartney)
7. Magic – 3:59 (Paul McCartney)
8. Your Way – 2:55 (Paul McCartney)
9. Spinning On An Axis – 5:16 (Paul McCartney, James McCartney)
10. About You – 2:54 (Paul McCartney)
11. Heather – 3:26 (Paul McCartney)
12. Back In The Sunshine Again – 4:21 (Paul McCartney, James McCartney)
13. Your Loving Flame – 3:43 (Paul McCartney)
14. Riding Into Jaipur – 4:08 (Paul McCartney)
15. Rinse The Raindrops – 10:08 (Paul McCartney)
16. Freedom (Traccia nascosta) – 3:34 (Paul McCartney)

A causa dell'aggiunta all'ultimo minuto di Freedom a Driving Rain, la canzone non fu inserita nella lista dei brani in copertina, e appare come traccia nascosta. Freedom è stata registrata dal vivo durante il Concerto per New York City, con successive sovraincisioni in studio. Esistono alcuni esemplari del disco con una scatola esterna e una copertina differente, e Freedom appare come traccia ufficiale.

## Formazione
- Paul McCartney - voce, batteria, pianoforte, basso, chitarra acustica, chitarra spagnola, percussioni, chitarra elettrica
- Gabe Dixon - pianoforte, cori, Fender Rhodes, percussioni, organo Hammond
- Eric Clapton - chitarra elettrica, chitarra solista
- Abe Laboriel Jr. - batteria, fisarmonica, batteria elettronica, cori, percussioni, tamburello basco, cembalo
- Rusty Anderson - chitarra elettrica, liuto, pedal steel guitar, chitarra acustica, basso, chitarra 12 corde
- David Kahne - pianoforte, organo Hammond, sintetizzatore, batteria elettronica
- Ralph Morrison - violino
- Joel Derouin - violino
- David Campbell - viola
- Matt Funes - viola
- Larry Corbett - violoncello